# Ian McHarg
Ian L. McHarg (ur. 20 listopada 1920 w Clydebank, zm. 5 marca 2001) – szkocki urbanista i architekt krajobrazu, od 1946 działający w Stanach Zjednoczonych. W 1984 odznaczony Medalem ASLA (American Society of Landscape Architects), a w 1990 – National Medal of Arts.

## Główne projekty
- Woodlands New Town w Teksasie
- plan dolin wokół Baltimore
- Amelia Island Resort na Florydzie